# Spurius Nautius Rutilus (consul en -411)
Pour les articles homonymes, voir Nautius Rutilus.
Spurius Nautius Rutilus est un homme politique romain plusieurs fois tribun militaire à pouvoir consulaire entre 419 et 404 av. J.-C. et consul en 411 av. J.-C.

## Famille
Il est membre des Nautii Rutili, branche de la gens Nautia. Il est le fils de Spurius Nautius Rutulus, tribun militaire à pouvoir consulaire en 424 av. J.-C. Son nom complet est Spurius Nautius Sp.f. Sp.n. Rutilus mais Tite-Live et Cassiodore lui donne le praenomen de Caius pour l'année de son consulat, contrairement à Diodore de Sicile qui donne Spurius.

## Biographie

### Premier tribunat consulaire (419)
En 419 av. J.-C., il est tribun militaire à pouvoir consulaire avec trois autres collègues,. Une tentative de révolte d'esclaves qui projettent d'incendier Rome est déjouée grâce à deux informateurs qui touchent une récompense de 10 000 as.

### Deuxième tribunat consulaire (416)
En 416 av. J.-C., il est de nouveau tribun militaire à pouvoir consulaire avec trois autres collègues,.

### Consulat (411)
En 411 av. J.-C., il est consul avec Marcus Papirius Mugillanus pour collègue. Leur mandat est marqué par une famine et une épidémie de peste,.

### Troisième tribunat consulaire
En 404 av. J.-C., il est tribun militaire à pouvoir consulaire une troisième fois, avec cinq autres collègues.